# The Desert Sun
The Desert Sun es un periódico local que sirve en Palm Springs y el Valle Coachella del Sur de California.
Es propiedad de Gannett desde 1988 y adquirió Indio Daily News en 1990 para convertirse en el único periódico local.
Fundado en 1927 como un periódico semanal de seis páginas, The Desert Sun creció con las comunidades. Cubre noticias locales, estatales, nacionales y de todo el mundo, y ha desarrollado una variedad de secciones con el tiempo.
El periódico comenzó a publicar seis días a la semana en 1948 y tuvo su primera edición de domingo el 8 de septiembre de 1991. Su circulación a la fecha es de 50,000 y su rango de distribución está en comunidades regionales desde Beaumont hasta Twentynine Palms hasta Salton Sea.
La sede de The Desert Sun está en Palm Springs, pero en una oficina más grande construida en 1991 para reemplazar el edificio pequeño.
The Desert Sun publica una variedad de entretenimiento disponible cada jueves.
En 2010, la segunda página de la sección principal se conoce como "7 a las 7:30AM", para enfocarse en las siete historias más importantes seleccionadas por el editor.